# Marcello Caracciolo
Marcello Caracciolo, XIV° duca di Laurino, nome all'anagrafe Marcello Caracciolo Spinelli Aquara (Lucera, 6 novembre 1896 – Roma, 19 marzo 1965), è stato un costumista italiano attivo nel cinema anche come aiuto regista, soprattutto con Roberto Rossellini.

## Biografia
Di famiglia nobile, figlio di Vincenzo Caracciolo di San Vito (1865-1929), XII° Duca di Laurino, e di Ottavia Caracciolo Spinelli, XIII° Duchessa di Laurino (1865-1936) – i suoi titoli erano, oltre il XIV° Duca di Laurino, XV° Duca di San Giovanni Rotondo, XIII° Duca di Flumeri, IX° Marchese di Grumo Nevano, Marchese di San Marco dei Cavoti, Patrizio napoletano, Cavaliere di Giustizia dell'Ordine costantiniano di San Giorgio e Commendatore dell'Ordine del Santo Sepolcro – iniziò a lavorare nel cinema italiano alla fine del muto come assistente alla regia di Alessandro Blasetti nel suo film d'esordio, Sole!, del 1928. Nel periodo sonoro fu direttore di produzione, costumista e arredatore in diversi film diretti da Mario Camerini, Roberto Rossellini, Nunzio Malasomma, Vittorio De Sica e Gianni Franciolini, fino al 1955, accreditato talvolta come Marcello Di Laurino. Lavorò con molte attrici dell'epoca come Alida Valli, María Denis, Assia Noris, Mariella Lotti ed Elsa De Giorgi.
Sposato in prime nozze nel 1920 con Suzanne German de Ribon, da lei ebbe l'unico suo figlio, Gian Galeazzo Caracciolo, XV° duca di Laurino (1921-1989), che non lascerà eredi. Si unì in matrimonio una seconda volta nel 1924 a Londra con Carla Benjuta.
È deceduto nel marzo del 1965 all'età di 68 anni.

## Filmografia

### Costumista
- I grandi magazzini, regia di Mario Camerini (1939)
- Il peccato di Rogelia Sanchez, regia di Carlo Borghesio e Roberto De Ribon (1939)
- Centomila dollari, regia di Mario Camerini (1940) – anche ispettore di produzione
- Dopo divorzieremo, regia di Nunzio Malasomma (1940)
- Il mondo le condanna, regia di Gianni Franciolini (1955)

### Assistente regista
- Sole, regia di Alessandro Blasetti (1929)
- Quella vecchia canaglia, regia di Carlo Ludovico Bragaglia (1934)
- Ma non è una cosa seria, regia di Mario Camerini (1936)
- Stasera alle undici, regia di Giuseppe Amato (1937) – direttore di produzione
- Rose scarlatte, regia di Giuseppe Amato e Vittorio De Sica (1939)
- Stromboli, terra di Dio, regia di Roberto Rossellini (1949)
- Ultimo incontro, regia di Gianni Franciolini (1951)
- Europa '51, regia di Roberto Rossellini (1951)
- Dov'è la libertà...?, regia di Roberto Rossellini (1952)
- Alida Valli, episodio di Siamo donne, regia di Gianni Franciolini (1953)
- Viaggio in Italia, regia di Roberto Rossellini (1954)
- Napoli 1943, episodio di Amori di mezzo secolo, regia di Roberto Rossellini (1954)
- Giovanna d'Arco al rogo, regia di Roberto Rossellini (1955) – anche arredatore
- Gli ultimi cinque minuti, regia di Giuseppe Amato (1955)